# McCauley Island
McCauley Island ist eine Insel vor der Küste der kanadischen Provinz British Columbia. Sie liegt südlich von Prince Rupert und östlich der Hecate-Straße gegenüber der Inselgruppe Haida Gwaii und gehört zum North Coast Regional District.
Die größeren Inseln, welche McCauley Island umgeben, sind im Norden Porcher Island, im Osten Pitt Island und im Westen Banks Island. Zwischen McCauley Island und Porcher Island liegt nordöstlich der „Ogden Channel“, während nordwestlich der „Browning Entrance“ liegt. Im Osten wird die Insel vom „Petrel Channel“ und im Westen vom „Principe Channel“ umgeben.
McCauley Island hat eine Fläche von rund 275 km². Sie hat eine maximale Nord-Süd-Ausdehnung von etwa 29 km bei einer Ost-West-Ausdehnung von etwa 18 km und einer Küstenlinie von etwa 108 km. Die höchste Erhebung erreicht knapp über 360 m.
Die Insel ist weitgehend unbewohnt, lediglich an der Westküste der Insel findet sich ein Reservat (Keswar No. 16) der Gitxaała Nation.